# Cratere Margarita
Margarita  è un cratere sulla superficie di Venere.